# Deutsche Feldhandball-Meisterschaft 1935/36
Die Deutsche Feldhandball-Meisterschaft 1935/36 war die 16. deutsche Feldhandball-Meisterschaft. Erneut qualifizierten sich die Sieger der 16 bestehenden Handball-Gauligen für die Endrunde. Die Vorrunde wurde wie bereits in der Vorsaison im Rundenturnier in vier Gruppen mit je vier Teilnehmern ausgespielt, diesmal erfolgte die Austragung mit Hin- und Rückspiel. Die vier Gruppensieger spielten dann im K.-o.-System den Feldhandballmeister aus. Durch ein 7:5-Erfolg im Finale über den MTSA Leipzig gewann der Vorjahresfinalist MSV Hindenburg Minden zum ersten und einzigen Mal die Feldhandball-Meisterschaft.

## Teilnehmer an der Endrunde
| Verein                      | Qualifiziert als                           |
| --------------------------- | ------------------------------------------ |
| MSV Hindenburg Bischofsburg | Meister der Gauliga I Ostpreußen           |
| Kaufmännischer TV Stettin   | Meister der Gauliga II Pommern             |
| Berliner SV 1892            | Meister der Gauliga III Berlin-Brandenburg |
| Post SV Oppeln              | Meister der Gauliga IV Schlesien           |
| MTSA Leipzig                | Meister der Gauliga V Sachsen              |
| MSV Magdeburg               | Meister der Gauliga VI Mitte               |
| Oberalster VfW              | Meister der Gauliga VII Nordmark           |
| Post SV Hannover            | Meister der Gauliga VIII Niedersachsen     |
| MSV Hindenburg Minden       | Meister der Gauliga IX Westfalen           |
| RSV Mülheim                 | Meister der Gauliga X Niederrhein          |
| Tvgg 07/11 Obermendig       | Meister der Gauliga XI Mittelrhein         |
| SV Kurhessen Kassel         | Meister der Gauliga XII Hessen             |
| MSV Darmstadt               | Meister der Gauliga XIII Südwest           |
| SV Waldhof Mannheim         | Meister der Gauliga XIV Baden              |
| TV Altenstadt               | Meister der Gauliga XV Württemberg         |
| SpVgg Fürth                 | Meister der Gauliga XVI Bayern             |

## Vorrunde

### Gruppe 1
| Pl. | Verein                      | Sp. | S | U | N | Tore    | Diff. | Punkte |
| --- | --------------------------- | --- | - | - | - | ------- | ----- | ------ |
| 1.  | MTSA Leipzig                | 6   | 5 | 0 | 1 | 065:410 | +24   | 010:20 |
| 2.  | Berliner SV 1892            | 6   | 4 | 0 | 2 | 060:390 | +21   | 08:40  |
| 3.  | Post SV Oppeln              | 5   | 2 | 0 | 3 | 034:400 | −6    | 04:60  |
| 4.  | MSV Hindenburg Bischofsburg | 5   | 0 | 0 | 5 | 024:630 | −39   | 00:100 |

### Gruppe 2
| Pl. | Verein                    | Sp. | S | U | N | Tore    | Diff. | Punkte |
| --- | ------------------------- | --- | - | - | - | ------- | ----- | ------ |
| 1.  | Oberalster VfW            | 6   | 5 | 0 | 1 | 079:460 | +33   | 010:20 |
| 2.  | MSV Magdeburg             | 6   | 5 | 0 | 1 | 069:410 | +28   | 010:20 |
| 3.  | Post SV Hannover          | 6   | 2 | 0 | 4 | 050:600 | −10   | 04:80  |
| 4.  | Kaufmännischer TV Stettin | 6   | 0 | 0 | 6 | 028:790 | −51   | 00:120 |

### Gruppe 3
| Pl. | Verein                | Sp. | S | U | N | Tore    | Diff. | Punkte |
| --- | --------------------- | --- | - | - | - | ------- | ----- | ------ |
| 1.  | MSV Hindenburg Minden | 6   | 6 | 0 | 0 | 061:260 | +35   | 012:00 |
| 2.  | SpVgg Fürth           | 6   | 2 | 1 | 3 | 038:470 | −9    | 05:70  |
| 3.  | TV Altenstadt         | 6   | 2 | 1 | 3 | 045:620 | −17   | 05:70  |
| 4.  | TVgg 07/11 Obermendig | 6   | 1 | 0 | 5 | 040:490 | −9    | 02:100 |

### Gruppe 4
| Pl. | Verein              | Sp. | S | U | N | Tore    | Diff. | Punkte |
| --- | ------------------- | --- | - | - | - | ------- | ----- | ------ |
| 1.  | RSV Mülheim         | 6   | 5 | 1 | 0 | 067:390 | +28   | 011:10 |
| 2.  | MSV Darmstadt       | 6   | 3 | 1 | 2 | 056:530 | +3    | 07:50  |
| 3.  | SV Waldhof Mannheim | 6   | 3 | 0 | 3 | 060:490 | +11   | 06:60  |
| 4.  | SV Kurhessen Kassel | 6   | 0 | 0 | 6 | 054:960 | −42   | 00:120 |

## Halbfinale
| Datum        |                       | Ergebnis |                |
| ------------ | --------------------- | -------- | -------------- |
| 7. Juni 1936 | MSV Hindenburg Minden | 9:3      | RSV Mühlheim   |
| 7. Juni 1936 | MTSA Leipzig          | 14:10    | Oberalster VfW |

## Finale
| MSV Hindenburg Minden | MSV Hindenburg Minden                                                                                                  | MTSA Leipzig                                                                                          | MTSA Leipzig         |
| Flagge nicht bekannt  | 28. Juni 1936 in Dortmund (Kampfbahn Rote Erde) Ergebnis: 7:5 (5:3) Zuschauer: 20.000                                  | 28. Juni 1936 in Dortmund (Kampfbahn Rote Erde) Ergebnis: 7:5 (5:3) Zuschauer: 20.000                 | Flagge nicht bekannt |
| Flagge nicht bekannt  | Heinz Körvers – Reintjens, Arthur Knautz, Topp, Schmitz, Pannhorst, Arno Roß, Strack, Werner Röttger, Küter, Heinz Roß | Wendt – Lange, Schünzel, Langner, Kurt Dossin, Steudte, Göllner, Fritz Prosser, Höfer, Hofmann, Sturm | Flagge nicht bekannt |
| Flagge nicht bekannt  | 1:0 Roß II (2.) 2:0 Strack (8.) 3:0 Roß I (?.) 4:1 Roß I (18.) 5:2 Roß II (24.) 6:3 Rüter (??.) 7:5 Röttger (??.)      | 3:1 Prosser (15.) 4:2 Göllner (Freiwurf, ??.) 5:3 Göllner (??.) 6:4 Höfer (??.) 6:5 Höfer (??.)       | Flagge nicht bekannt |